# M8L8TH
M8L8TH (originalmente 'М8Л8ТХ', se pronuncia "mo-la-th") es una agrupación underground rusa de metal fundada en 2002.
Pertenecientes a una organización Fascista, denominada Wotan Jugend, sus letras son controvertidas, pues abarcan desde el paganismo, nacionalismo ucraniano, paneuropeísmo y anticomunismo llegando hasta el supremacismo racial y el antisemitismo. Su temática tiene inspiración wotanista, a la vez se basa en leyendas de la Rusia Precristiana, textos nacional socialistas como "Mein Kampf" de Adolf Hitler, así como de una amalgama de proselitismo político que ataca primordialmente al sionismo, al liberalismo y a la izquierda política.

## Miembros
La plena identidad de sus miembros es desconocida, tan solo se cuentan por apodos, que son los siguientes.
- Aleksey (Vocalista)
- Michail Korolev (Bajista)
- Ivan (Baterista)
- Pavel (Guitarrista)

## Discografía
- Чёрным Крылом (2004)
- Штурм (Live) (2006)
- Непоколебимая Вера (2009)
- WotanJugend Split with Нежеголь (2011)
- Сага о Чёрном Марше (2013)
- Слёзы Осени (Single) (2013)
- Шторм над Азовом (Single) (2017)
- L.A.H. (Luciferian Aesthetics of Herrschaft) (Single) (2017)
- Удар милосердия / Coup de grâce (E.P.) (2018)
- Reconquista (2018)
- Prophecies of Aryan Moon / Sturm (Split) (2019)
- Бросок-атака (Single) (2018)
- Teorassologie (2020)
- Nekrokrator (2023)